# Zauber
Zauber är en ö i Eritrea. Den ligger i den östra delen av landet, 200 km öster om huvudstaden Asmara. Arean är 2,4 kvadratkilometer.
Terrängen på Zauber är mycket platt. Öns högsta punkt är 14 meter över havet. Den sträcker sig 1,7 kilometer i nord-sydlig riktning, och 2,5 kilometer i öst-västlig riktning.